# 滁口镇
滁口镇，是中华人民共和国湖南省郴州市资兴市下辖的一个乡镇级行政单位。

## 行政区划
滁口镇下辖以下地区：
滁口社区、高铺村、高龙村、高山村、塘湾村、红星村、大江村、金星村、荷坳村、长河村、高湾村、老虎冲村、黄连寨村、林泉村、长龙村和塘下村。